# 航空戦艦
航空戦艦（こうくうせんかん、英: battlecarrier）とは、戦艦としての大口径砲を装備し、かつ航空母艦又は水上機母艦に準じた航空機運用能力を有する軍艦の通称である。
世界の建艦史上に当初から航空戦艦として建造された艦は存在せず、公式な艦種として存在したこともない。
また、竣工・実戦投入された唯一の例である伊勢型戦艦も戦艦からの改装であり、日本海軍の艦艇類別等級においては「戦艦」のままであった。
なお、同様に巡洋艦としての火砲を装備し、かつ航空母艦又は水上機母艦に準ずる航空機運用能力を有する軍艦の通称として航空巡洋艦と呼ばれるものもある。これについても当項目で併せて記述する。
「#航空巡洋艦」の節参照

## 概要
20世紀初頭から半ばにかけての海軍戦力の中核は、大口径の砲とそれに耐えうる装甲を備えた戦艦であったが、第一次世界大戦における航空母艦の誕生とその後の航空機の発展により、「戦艦の砲撃力と空母の航空運用力を併せ持てば、万能艦となるのではないか？」という発想が各国の海軍関係者や造艦技術者に産まれることになった。
当時の艦載機は実用化されて間もなく、その可能性に大いに期待が寄せられていた反面、航続距離が短く兵器搭載量が僅かだったり、天候による運用上の制約が大きい等の理由で、艦隊兵力としての信頼性が低かった。空母も誕生間もない艦種で運用法が定まっていなかった。海軍の主力であった大艦巨砲と艦載機の組み合わせは大変魅力的であり、各国海軍で様々な運用法を模索する過程で、戦艦と空母を組み合わせた航空戦艦というアイデアが生まれてきたと考えられる。実際に第二次世界大戦前の各国海軍では航空戦艦の設計や提案は多くなされており、実現寸前までいったものもある。
しかし結局のところ新造艦としての航空戦艦は一隻も実現していない。ワシントン海軍軍縮条約において、空母の備砲の制限がなされたからである。ワシントン海軍軍縮条約の主目的は戦艦の新造禁止であったが、航空戦艦のアイディアにより空母の名目で戦艦に匹敵する砲力の艦を建造するという「抜け道」となる事が懸念された為である。条約を締結していない国に対して航空戦艦の提案がなされた事があるが、軍縮条約に参加していない国のほとんどが工業力自体が未熟であり、それらの国では航空戦艦に限らず巡洋艦を越えるサイズの艦の建造すら着手できなかった。更に条約の失効後に於いても航空戦艦の提案はなされたが、その頃には既に空母の運用の経験が蓄積され、純然たる戦艦及び空母の建造〜運用が実用的であるとの結論に至ったものと推察される。
なお、特に“航空戦艦”と称されていなくても、大型の戦艦では多数の水上機搭載・運用能力を持つものもある。例えば大和型戦艦には、船体後部、第三主砲塔から艦尾にかけての最上甲板の下に、上甲板と中甲板の二層にまたがる飛行機格納庫が設けられている。格納庫に零式水上観測機を通常6機（最大8機）収容できた。水上偵察機瑞雲もしくは艦上爆撃機彗星なら6機である。露天繋止を合わせると、更に多くの水上機を搭載できた。だが特に「航空戦艦」とは分類はされておらず、そう形容されたこともない。最終時の大和は第一航空戦隊に編入されている。
第二次世界大戦後、航空機・ミサイルが海戦の主戦力となった現在、航空機運用能力と強力な固定武装の双方を備えた艦として、ソ連は1143号「クレーチェト」計画重航空巡洋艦・「アドミラル・クズネツォフ」を建造している。これらの艦は現代の航空戦艦と言えない事もない。しかしながらこれらの艦種名はモントルー条約に対しての政治的処置として、「重航空巡洋艦（"Тяжёлый Авианесущий Крейсер (ТАВКР, ТАКР) / Tyazholiy Avionosnyy Kreyser (TAVKR, TAKR)"）」となっている（詳細は後述「#第二次世界大戦以降」にて）。

## 各国の計画した航空戦艦

### 日本
太平洋戦争時、航空母艦の重要性が高まるなか、ミッドウェー海戦において正規空母4隻を失った大日本帝国海軍はそれを補完するためのさまざまな方策を模索した。その一つが既存の艦艇の空母への改装である。大和型戦艦を除く全ての巡洋艦以上の艦艇について改装が検討された。
金剛型戦艦は機動部隊への随伴に最適である高速戦艦で、これを改装することは望ましくなかった。また、長門型戦艦は艦隊決戦では大和型に次ぐ威力を発揮すると期待されたため除外された。扶桑型戦艦、伊勢型戦艦はあらゆる面で他国新鋭戦艦群に劣っていることから最有力候補となり、当時伊勢型2番艦「日向」が5番砲塔を事故で失っていたことなどから、伊勢型の2隻（「伊勢」・「日向」）の空母への改装が決定した。
しかし戦局の悪化に伴う資材不足や工業力の低下などにより、改装には5-6ヶ月程度かかると予測され（一説には1年-1年半）、その間工廠の能力の多くを占有することによる他の艦艇の整備や修理への悪影響、また早急に戦列に復帰させる必要性などから、本格的な空母への改装は見送られた。

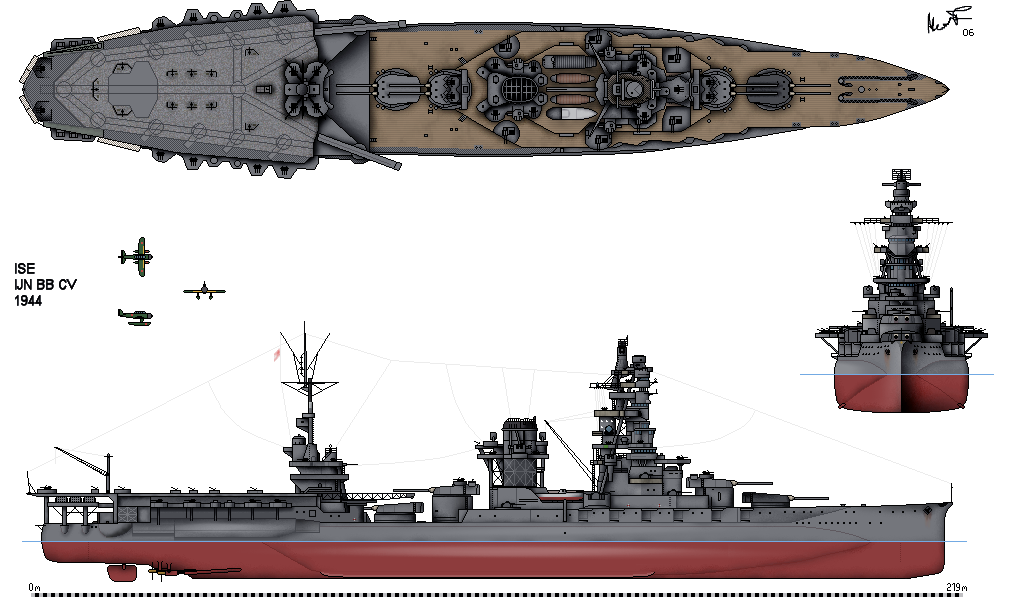
船体後部を改装された状態の伊勢の図版

当初は船体中部から後部の主砲塔4基を撤去し煙突以後を射出甲板にする案もあったが、工期と資材面で断念され、実際の改装は船体後部の5・6番砲塔を撤去し、格納庫と射出甲板を設けることで航空機22機の搭載を可能とした。当初は搭載機として彗星艦上爆撃機が予定されており、カタパルトによる射出にて発艦、攻撃終了後は近隣の航空母艦又は陸上基地に帰投することとなっていた。後に爆撃も可能な水上偵察機であった瑞雲も搭載することになり、瑞雲の場合カタパルトで射出する点は彗星と同様だったが、水上機である特性から海上に着水させ、それをクレーンで甲板に吊り上げて回収することも可能となった。
しかし、搭載すべき艦載機の生産の遅れや台湾沖航空戦での搭載予定の機体の消耗などにより、続くレイテ沖海戦では搭載機無しで海戦に参加するなど、航空戦艦として実際に運用されることは無かった。しかし、レイテ沖海戦後の北号作戦では、その飛行機格納庫が物資積載場所として利用された。戦争末期のアメリカ海軍による呉軍港空襲によって2隻とも大破着底の損害を受け、終戦後解体された。

### イギリス
1926年、ヴィッカース社の軍艦設計部長であったジョージ・サーストン卿がブラッセイ海軍年鑑で複数の案を発表している。サーストン卿はこれに先立つ1923年にもブラッセイ海軍年鑑において“飛行甲板を持つ戦艦”を提唱しており、この1926年案はその際のものを発展させたものである。
前半部分に複数基の主砲塔を搭載、その直後から後部までを飛行甲板と格納庫とし、アイランド形式の艦橋を右舷に設けるレイアウトだった。当時はワシントン海軍軍縮条約下であったため、非条約加盟国向けの提案であったが、どこの国にも採用されることはなかった。
第二次世界大戦中においても、 ライオン級戦艦を元にサーストン卿の案による航空戦艦が計画されたものの、そもそものライオン級戦艦自体が未成であったために単なる机上の案に終わっている。

### アメリカ
第二次世界大戦以前に、全通飛行甲板の前後や全通甲板の直下に主砲塔を装備した航空戦艦が提案されたが、建造される事はなかった。なお、この案はアメリカの造船会社ギブス&コックスよりソ連海軍に“ソビエツキー・ソユーズ級戦艦”として提案されたものが知られている（実際にソビエトで建造されたソビエツキー・ソユーズ級戦艦とは異なる）、が、実現する事は無かった。
第二次世界大戦後、1980年代にアイオワ級戦艦が現役復帰する際に、後部にスキージャンプ甲板を設けハリアーを搭載する航空戦艦案があったが、実現することはなかった。

### フランス
フランス海軍最後の戦艦「ジャン・バール」は、未完成のままナチス・ドイツのフランス侵攻から逃れ自由フランス軍に参加したが、そのままでは戦える状態ではなかった。どのような形で竣工させるかについて戦艦案や空母案、解体廃棄案など幾つか出された案の中に航空戦艦案もあった。前半部に4連装38センチ砲2基、その直後から艦尾まで飛行甲板を設け50機前後の艦載機を搭載すると言うものだったが、費用の面で実用的でないとされ、純然たる戦艦として竣工した。

## 航空巡洋艦
戦間期においては巡洋艦において航空戦艦と同様の設計とした艦種である“航空巡洋艦”が、航空戦艦と並んで多数が構想された。
ただし、航空巡洋艦においては、航空戦艦の「戦艦の砲撃力と空母の航空運用力を併せ持てば万能艦となる」という着想とはやや異なり、巡洋艦の重要な任務の一つが索敵と哨戒であり、航空母艦も当初は艦隊決戦における主力兵器ではなく主力部隊（戦艦部隊）に先行して索敵や前駆偵察を行うという、巡洋艦と同様の運用を行うことを想定していたため、これを一隻にまとめることは軍縮条約下での保有制限に対処するものとして有用である、という発想からのものである。また、航空母艦も登場当初のものは同様の発想（先行偵察部隊として運用している際に敵巡洋艦部隊と遭遇する可能性がある）から巡洋艦と同様の砲兵装を搭載したが（後述「#砲戦能力を持つ航空母艦」の節参照）、次第に砲兵装よりも航空機の運用能力が優先されるようになったため、これを補完するものとして「高い航空機運用能力を持つ巡洋艦」が求められた、という側面もあった。
船舶としての基本設計の点からも、空母は戦艦よりも巡洋艦に近似する。戦艦の船体は大型で長大な飛行甲板を確保しやすい点を除けば、側面への砲戦むけに防御力面や安定性のため幅広の設計で高速化が難しい点は、発着艦の容易さの面で空母に不向きである。初期の鳳翔、龍驤、フューリアス、インディペンデンス級などは巡洋艦の船体を直接に基にしたものが少なくないことからも、空母自体が航空巡洋艦の派生形と言えなくもない。
このため、航空巡洋艦の設計思想は「巡洋艦と航空母艦の能力を両方持っている艦」としてよりは“巡洋艦と同等の砲兵装を積んだ小型の航空母艦”としての面が大きい。しかし、やはり航空戦艦と同じ問題（結局のところ双方のメリットを活かせない中途半端な存在になる）があり、巡洋艦の枠に収める限り、戦艦に比べて排水量が小さいため上部構造物が大型化することによるトップヘビーの問題が大きくなり、そうしてもなお航空機の搭載能力が少ない上に飛行甲板が短く狭いものになってしまうため「航空機を搭載し運用する艦艇」としては実用に耐えるものになりそうにない、という問題があった。このような理由から、やはり航空巡洋艦も実際には建造されていない。
なお、上述のような「航空母艦の航空機搭載能力と巡洋艦の水上戦闘能力を併せ持った戦闘艦」としてのものではなく、「通常の巡洋艦に比べ水上機の搭載数が多く、水上機関連の装備を充実させた巡洋艦」（水上機母艦としての能力を持つ巡洋艦）という意味での“航空巡洋艦”は、航空戦艦の場合とは異なり、実際に多数建造されており、実戦での活躍例も多い。これは前述のように巡洋艦という艦種は偵察も主任務としており、水上機を多数搭載する事はこの任務に適った運用であり、前述の伊勢型のような「暫定的なものとして水上機の運用能力も拡大した“航空戦艦”」の場合とは違って利点が大きかったからである。
もっとも、航空機の搭載数が多いといっても、同規模の排水量を持つ巡洋艦と比しての相対的なものである。前述の大和型戦艦等、水上機搭載機数の多い大型艦と比較すれば、航空巡洋艦と呼ばれるものであっても航空機の搭載機数が少ない場合もある。また、用途も対潜哨戒や偵察といった補助任務に限定され、搭載機も哨戒機や偵察機が主体であった。
なお、前述のように航空母艦は艦種として誕生した初期のものは巡洋艦と同等の砲兵装を備えていることが一般的であったが、1921年のワシントン海軍軍縮条約、1930年のロンドン海軍軍縮条約によって、航空母艦、巡洋艦共に厳密な定義と制限が設けられているため、これらが“航空巡洋艦”と称されたり公式に区分されたりしたことはない。

### 日本

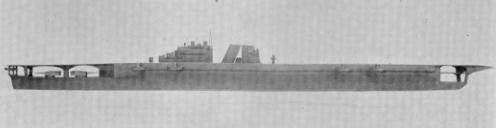
「蒼龍」の原案であるG8の風洞模型(1934年2月2日撮影)。
何種類かの案のうちの1つ。

ワシントン／ロンドンの両海軍軍縮条約によって、帝国海軍の航空母艦は8万1000トンに制限されるようになり、既に存在する空母4隻（鳳翔、赤城、加賀、龍驤）の排水量を引いた残枠12,630トンのうち、1922年竣工の鳳翔は条約で定められた廃艦艦齢である16年に間もなく達する予定であったため、海軍は鳳翔の代艦分8,370トンも加えた残枠21,000トンを用いた航空母艦2隻の建造を計画した。昭和7年度（1932年度）に設計された基本計画番号G6案では、基準排水量12,000トン、20.3cm連装砲3基6門、12.7cm連装高角砲6基12門、艦上機70機を搭載する航空巡洋艦として計画されており、このG6案が発展した昭和9年度（1934年度）のG8案では、基準排水量10,050トン、20.3cm連装砲1基、三連装砲1基5門、12.7cm連装高角砲10基20門、艦上機100機が要求されている。しかし、この要求を10,000トン余の艦体に収めることは現実的な設計として実現できるものではなく、最終的には15.5cm連装砲1基、三連装砲1基5門、12.7cm連装高角砲8基16門、艦上機70機の計画となった。このG8案は昭和9年度海軍軍備補充計画（通称・②計画）により建造される予定であったが、建造開始直前の1934年に重装備の結果トップヘビーの設計となった水雷艇が転覆する友鶴事件が発生した影響で、この設計では艦体に比して過大な装備となることが懸念され、最終的には15.5cm砲を搭載しない形に改設計されて建造開始され、航空母艦「蒼龍」として完成した。

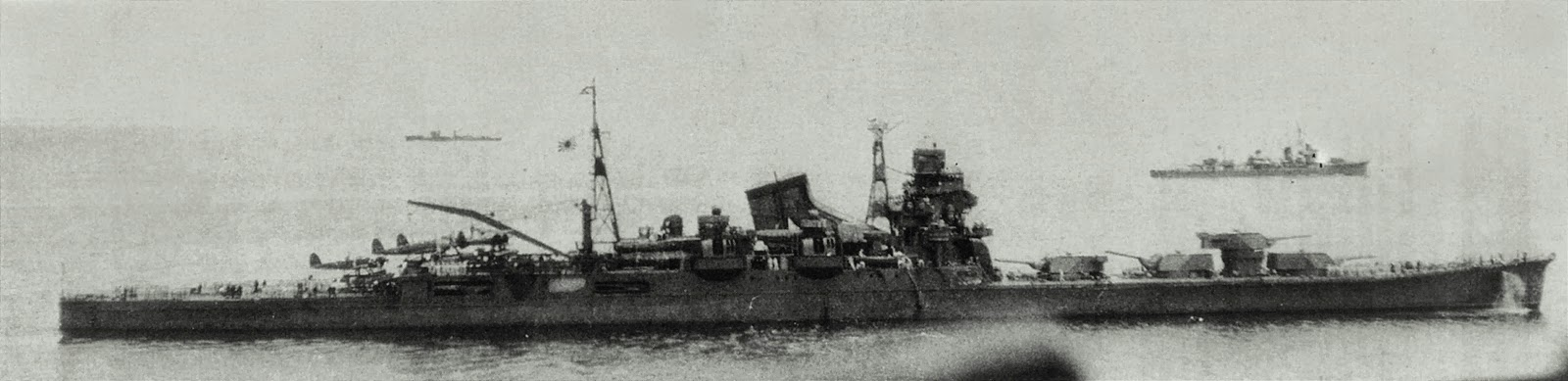
利根型重巡洋艦

艦の後部を航空艤装に充て、多数の水上偵察機を搭載する「航空巡洋艦」としては、建造時より水上機6機を搭載可能な利根型重巡洋艦や、潜水艦隊旗艦として水上偵察機6機（もしくは新鋭水上機紫雲）を搭載可能な「大淀」などがこれに当たる。またミッドウェー海戦での大修理時に後部主砲2基を撤去して航空艤装を装備し、水上機11機を搭載可能となった最上型重巡洋艦「最上」も該当する。

### アメリカ

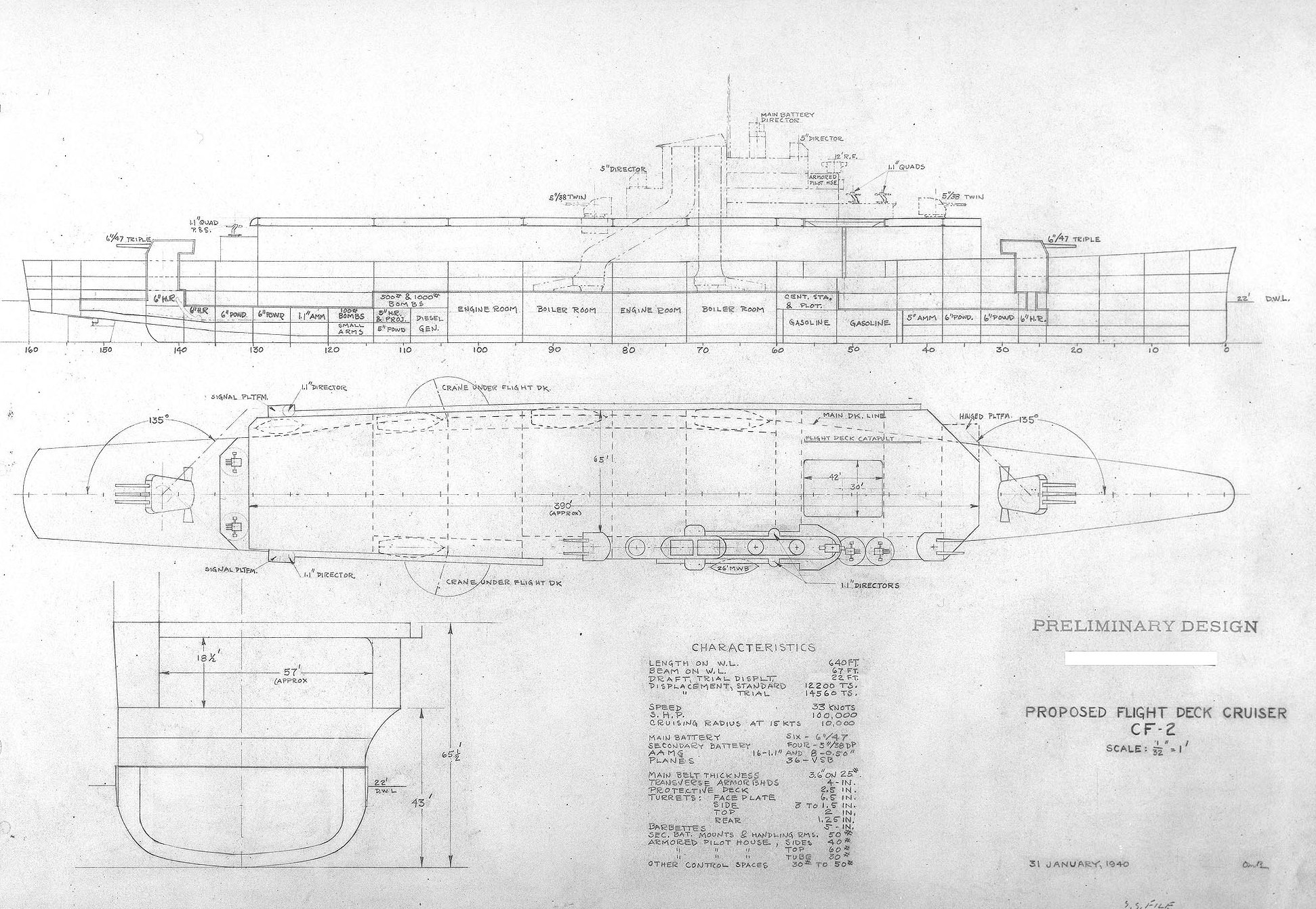
フライトデッキ・クルーザーの設計案の一つである、CF-2の計画図面

アメリカ海軍では1930年代に、ワシントン海軍軍縮条約下の制限内で正規空母を補完するための戦力として、索敵と前駆偵察を主任務とした巡洋艦を“フライトデッキ・クルーザー(Flight-deck Cruiser)”の名称で計画し、“CF”の艦種記号も策定されていくつかの設計案がまとめられていた。これらはいずれも全長100m超の飛行甲板と、複数の6インチ（152mm）砲塔を備えたものだが、それらの装備を条約の制限下である1万トン以内の排水量に収めた場合、小型にすぎて実用性がないとされ、1940年には計画が中止されている。
アメリカ海軍は第二次世界大戦では多数の小型航空母艦（軽空母／護衛空母）を建造して戦力化したため、「多数の水上機を搭載できる、水上機母艦としての機能を持つ巡洋艦」の必要性がなく、そういった意味での“航空巡洋艦
”は計画も建造もされていない。

### イギリス

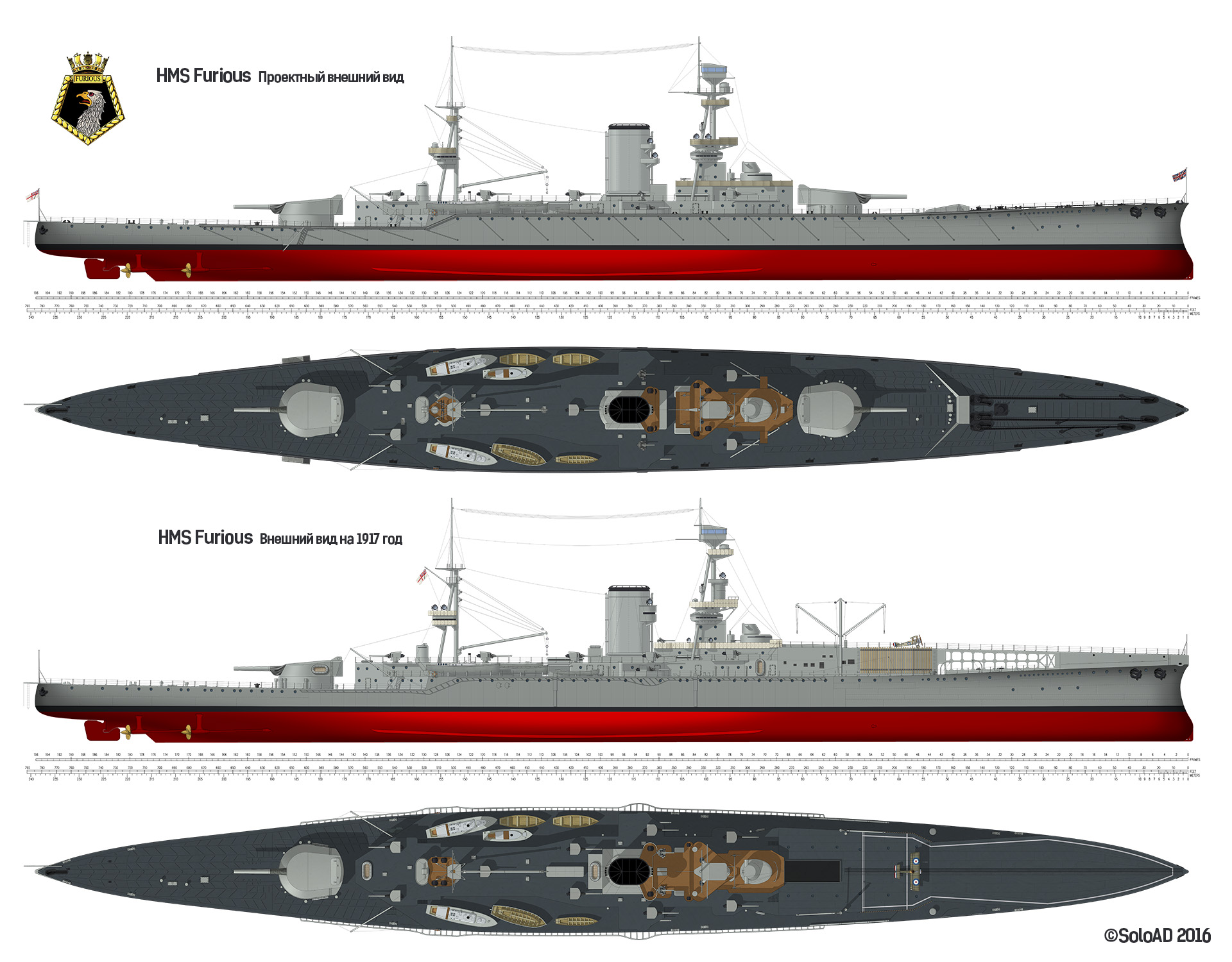
フューリアスの新造時（上）と艦首飛行甲板設置時（下）

イギリス海軍が特殊任務用に建造した大型軽巡洋艦を改装して1917年に完成させ就役した、世界初の本格的航空母艦である「フューリアス」は、当初は艦橋より前に発艦専用の飛行甲板、後ろに18インチ単装砲を装備していた。同様に特殊任務用大型軽巡洋艦として建造され空母に改装された「カレイジャス」や「グローリアス」とは異なり、元の巡洋艦から空母に移行するまでの最初の時期（1917年3月 - 6月）においては、前方に飛行甲板等の航空運用施設、後方に艦砲という様相であり、艦載機も水上機ではなく固定脚を装備した航空機を運用できるものだった。
ただし、これは意図があってあえて航空機と砲の両方を搭載するものとして設計された訳ではなく、航空母艦という新しい種類の艦を作るための試行錯誤の過程に過ぎない。着艦が事実上不可能なため航空機を運用するには問題が大きく、半年足らずで砲塔は撤去され、それ以降も改装が続けられ航空母艦の基本的レイアウトを確立する。
「フューリアス」は砲の他に533mm水上発射管を3連装4基＋連装2基に加え533mm水中発射管単装2基と合わせて魚雷発射管を計18門（片舷斉射数最大9発）装備する“重雷装艦”でもあった。

### スウェーデン

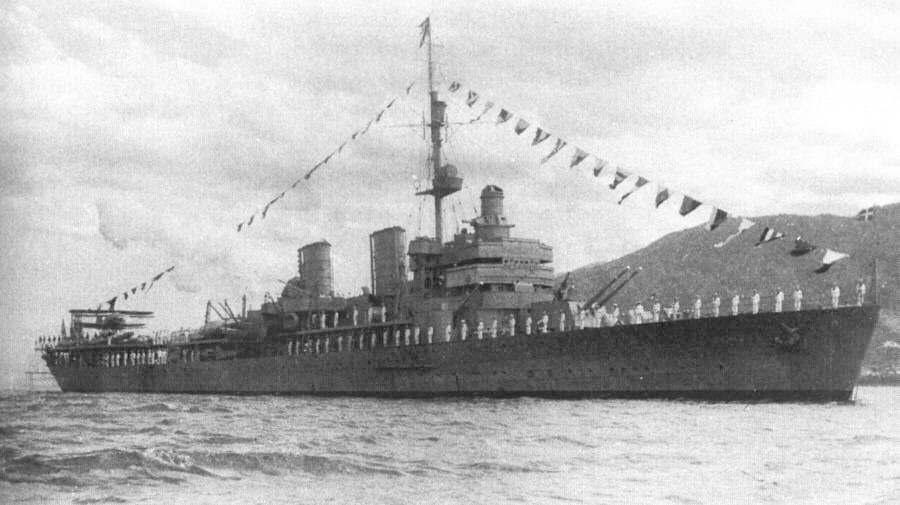
航空巡洋艦ゴトランド

1930年起工、1934年に竣工した航空巡洋艦「ゴトランド」は、「通常の巡洋艦に比べ水上機の搭載数が多く、水上機関連の装備を充実させた巡洋艦」としての航空巡洋艦の嚆矢となった艦である。
基準排水量4,700tは他国の軽巡洋艦並みかそれより若干小型であるが、水上機搭載数は利根型重巡に匹敵する6機であり、航空巡洋艦の名に相応しいものであった。

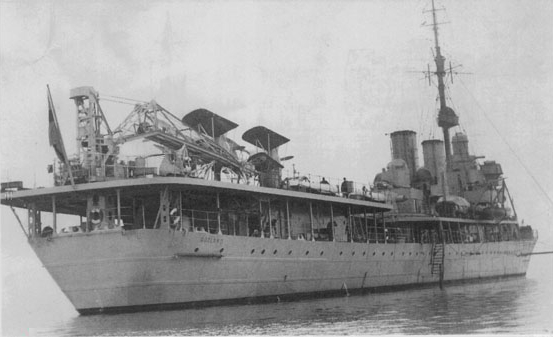
艦尾方向より見たゴトランドの航空甲板
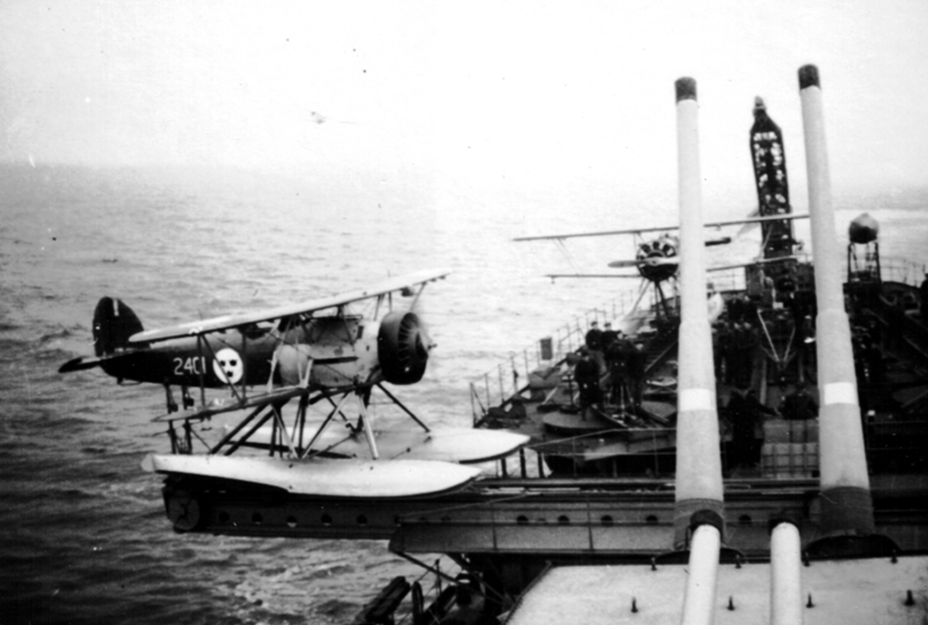
ゴトランドの艦載機運用風景

### ドイツ
ドイツ海軍は1942年に飛行甲板の前方に20.3cmもしくは28cm砲塔を備える"Flugdeck kreuzer"（飛行甲板（付）巡洋艦）の設計を研究している。
これは全通型の飛行甲板を持つ船体の前半部に1基もしくは2基の砲塔を備えるもので、アメリカのフライトデッキクルーザーと同様のレイアウトが想定されていた。これらはいずれも実際の建造計画は行われておらず、あくまで研究の段階を出ないものではあったが、複数の設計案が作成されている。
なお、"Flugdeck kreuzer"の語は、この設計研究で構想された艦艇を指す固有のものとしての他に、当項目で記述しているような「航空戦艦」および「航空巡洋艦」全般を指すドイツ語としても用いられる。

## 砲戦能力を持つ航空母艦
航空母艦という艦種が出現した頃は、航空機の性能が低く天候に左右され、また艦隊決戦が戦争の趨勢を決し、海軍の主力は戦艦であるとされていたため、艦隊行動をとる空母も近接する敵巡洋艦や駆逐艦などに対抗するため、ある程度の砲戦能力は必要とみなされていた。
ワシントン海軍軍縮条約において、空母の備砲の口径は20cm、つまり重巡洋艦の主砲クラスまでに制限された。日本海軍の「赤城」・「加賀」は、就役時には条約の制限枠いっぱいの20センチ主砲を連装砲塔2基（4門）、単装6門の計10門（片舷に向けられるのはその半分）装備していた。しかし前部の中段飛行甲板両脇に設置された20センチ砲塔は、発射の衝撃で飛行甲板先端が損傷するなどのトラブルがあり、改装時に中・下段飛行甲板と共に撤去され、上段飛行甲板が延長されている。「加賀」は改装前と同数の単装10門に変更されたが、「赤城」は6門に減少したままだった。「赤城」・「加賀」と同様に戦艦（巡洋戦艦）から航空母艦に改装されたアメリカのレキシントン級航空母艦も、竣工時は艦橋構造物の前後に8インチ(20.3cm)連装砲を2基ずつ、計4基を搭載した。
ドイツの未成に終わった空母「グラーフ・ツェッペリン」は対艦戦闘を考慮して15センチ砲を搭載する設計となっていた。装備数は設計段階から実際に建造された段階まで幾つか変遷しているが、最大で16門の搭載が予定されていた。

## 第二次世界大戦以降
第二次世界大戦後は航空機とそれを搭載・運用する航空母艦の発展により「戦艦」という艦種の必要性が失われたこと、更にはミサイルの発達により、従来であれば巡洋艦から大型の駆逐艦程度の規模の戦闘艦に、長射程・大火力の兵装を備えることが可能になり、「戦艦の主砲と航空母艦の航空機運用能力を併せ持つ」という航空戦艦のコンセプト自体にメリットがないものとなった。また、ヘリコプターの実用化により、艦載機としての小型水上機の有用性が失われたため、「水上機を多数搭載して運用できる、航空兵装の充実した艦」という意味での航空戦艦／航空巡洋艦も、水上機の衰退と共に存在意義のないものとなった。
しかし、ヘリコプターを水上戦闘艦に搭載することの有用性は大きく、建造にも運用にも多額の予算の必要なジェット機の運用能力を持った正規空母を保有し得る国は極めて限られたために、空母を保有できるような規模や予算のない国、あるいは政治的理由で空母を保有できない国にとっては、空母の代替として多数のヘリコプターを運用できる能力を持った艦は大変魅力的なものとなった。このため、第二次世界大戦後は水上機に替わってヘリコプターを多数搭載する能力を備えた巡洋艦・駆逐艦（に相当するクラスの水上戦闘艦）が多数建造される事となった。これらは現代における航空巡洋艦の直系の子孫と考えることができるであろう。
無人航空機の発達により、小型ながら長時間の洋上哨戒と攻撃が可能な武装哨戒ヘリコプターが登場したことで、格納庫の制限で有人ヘリが1機しか運用できない艦船にも低コストで追加することが可能となった。S-100などが有人ヘリの補助用として複数国で採用されている。また手投げ式の小型機や民生品のマルチコプターの性能も向上しているため、近距離の洋上哨戒に限れば飛行甲板が無い艦艇でも運用可能である。

### 日本

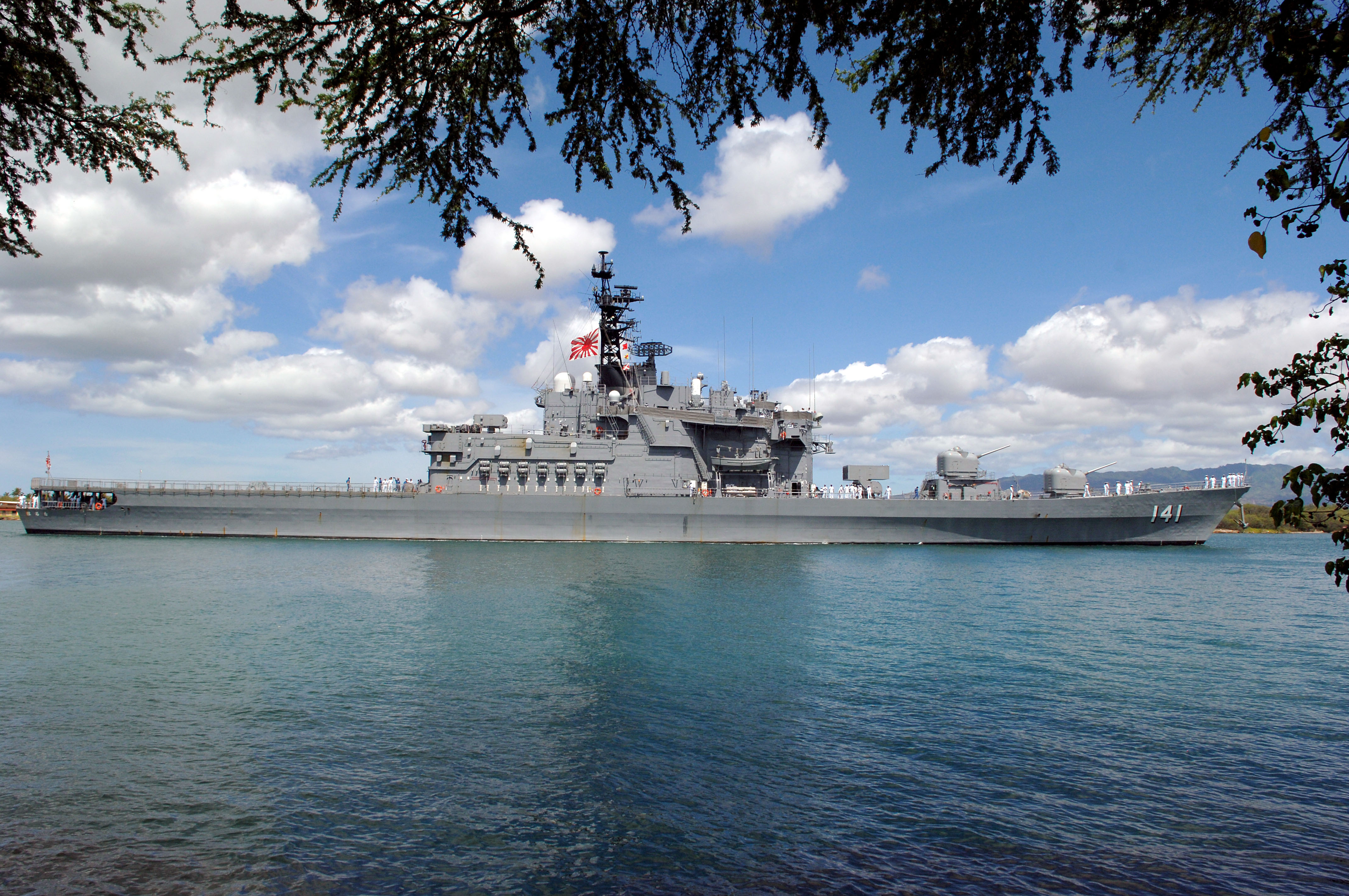
はるな型ヘリコプター搭載護衛艦

海上自衛隊所属のヘリコプター搭載型護衛艦 (DDH) はるな型・しらね型は駆逐艦相当の艦としては異例の3機のSH-60J対潜哨戒ヘリコプターを搭載運用する能力を持っており、搭載機は対潜哨戒、偵察、場合によっては救助や掃海などの任務に従事する。これは事実上、前述の利根型などのコンセプトを引き継いでおり、運用上の実態は現代における駆逐艦に比して、航空駆逐艦とでもいうべき艦種であり、またはつゆき型護衛艦以降のDDクラス護衛艦の艦艇は最低1機ヘリコプターを運用できる航空装備を持つようになった。
なお、後継艦種のひゅうが型護衛艦は全通甲板を持ち、艦砲や対艦ミサイルは搭載しないもののVLSや水雷システムなど自艦火力は高い水準のまま維持しているヘリコプター搭載護衛艦（外観は実質的なヘリ空母となっている）として建造されており、火力が維持されている部分があることを考慮すれば、建造理由こそは違うものの後述のアドミラル・クズネツォフ級空母と近い部分があると言える。一方でいずも型護衛艦の武装はもはや駆逐艦とは呼べないレベルまで削減され、よりヘリ空母らしくなっている。さらに2018年には固定翼機F-35B運用のための改装を行なうと発表された。

### ソ連・ロシア

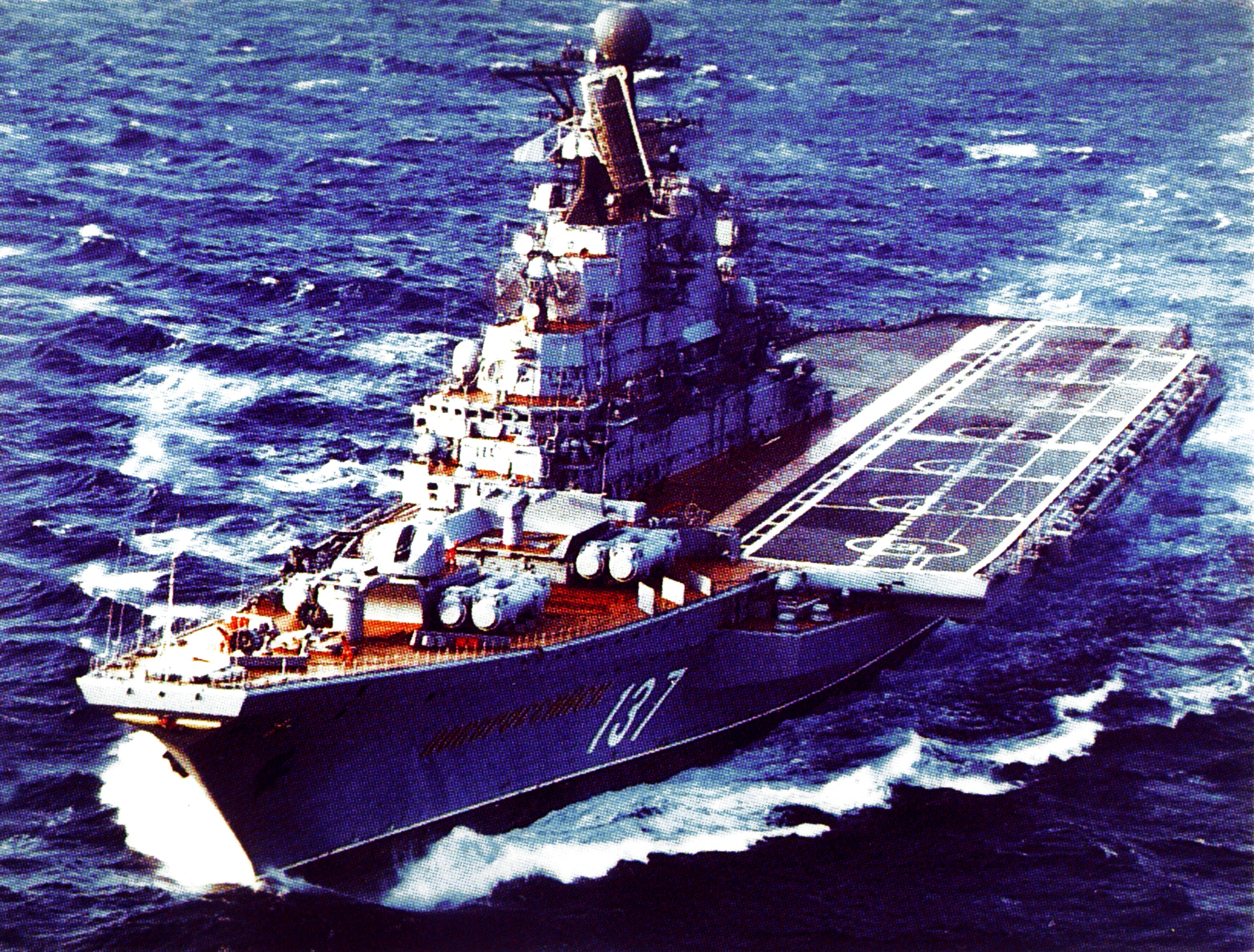
キエフ級航空巡洋艦

ソビエト海軍ではヘリコプターを運用可能な巡洋艦として、1960年代にモスクワ級ヘリコプター巡洋艦を建造した。モスクワ級は艦前部に艦砲や対空・対潜ミサイル発射器を取り付け、中央部に艦橋などの構造物を配し、後部をヘリコプター甲板とするという典型的な航空巡洋艦の形態をしている。
キエフ級V/STOL空母はロシア海軍における分類では重航空巡洋艦であること、飛行甲板は持っているものの、艦の前部には飛行甲板ではなく火砲やミサイル発射機を装備し、主に対潜任務に従事することから、航空巡洋艦と呼んでも支障はない。
アドミラル・クズネツォフ級空母もまたロシア海軍における分類では重航空巡洋艦であるが、こちらは全通甲板を持つこともあり、他国からは航空巡洋艦と呼ばれることはほとんどなく、モントルー条約に対する政治的配慮であると考えられている。ロシア海軍の主張では、空母であるか否かは対艦ミサイルの搭載有無で判断されるという。クズネツォフ級は強力な固定武装（P-700艦対艦ミサイル）を有する大型水上戦闘艦として、むしろ現代の航空戦艦と言うべき性格を持つが、航空機とミサイルの搭載数はその排水量に比して小さい。
また、ソビエトが建造したキーロフ級ミサイル巡洋艦には艦尾にヘリコプター飛行甲板があり、エレベーターのある船内格納庫にヘリコプター3機を収容することができる。

### イタリア

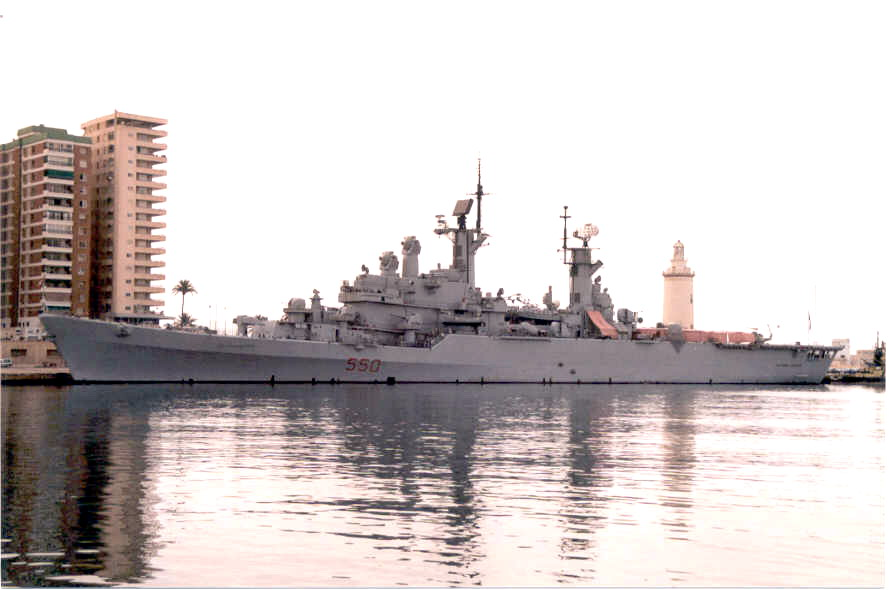
ヴィットリオ・ヴェネト

イタリア海軍では1964年にアンドレア・ドーリア級ヘリコプター巡洋艦2隻が、1969年に「ヴィットリオ・ヴェネト」が就役しており、これらは戦後のヘリコプター搭載水上艦の先駆けとなった艦である。ドーリア級はAB-204（後にはAB-212）4機を、ヴィットリオ・ヴェネトはAB-212 ASWであれば6機、SH-3 シーキングであれば4機を搭載することができ（最大限に搭載すればその1.5倍の9機/6機を搭載できた）「航空（ヘリコプター）巡洋艦」と呼ぶにふさわしい搭載能力を持っている。
21世紀においては3艦とも退役しており、その後継として1980年代初めに軽空母「ジュゼッペ・ガリバルディ」が建造されている。ガリバルディはハリアーやヘリコプターの搭載運用能力を有する傍ら、就航当時は対艦ミサイル発射筒4基を装備するなど高い火力を持っていたが、近代化の際、重量増加の解消のため対艦ミサイル発射機構は撤去された。
またガリバルディの後継艦「カヴール」もVLSや機銃のみならず全通甲板艦でありながら近接防御を目的として2門の艦砲（オート・メラーラ 76mmスーパー・ラピッド砲）を搭載しており、同規模の艦船である日本の海自艦いずも型護衛艦やスペイン海軍艦の「フアン・カルロス1世」と比べて比較的重武装の艦になっている。

### イギリス

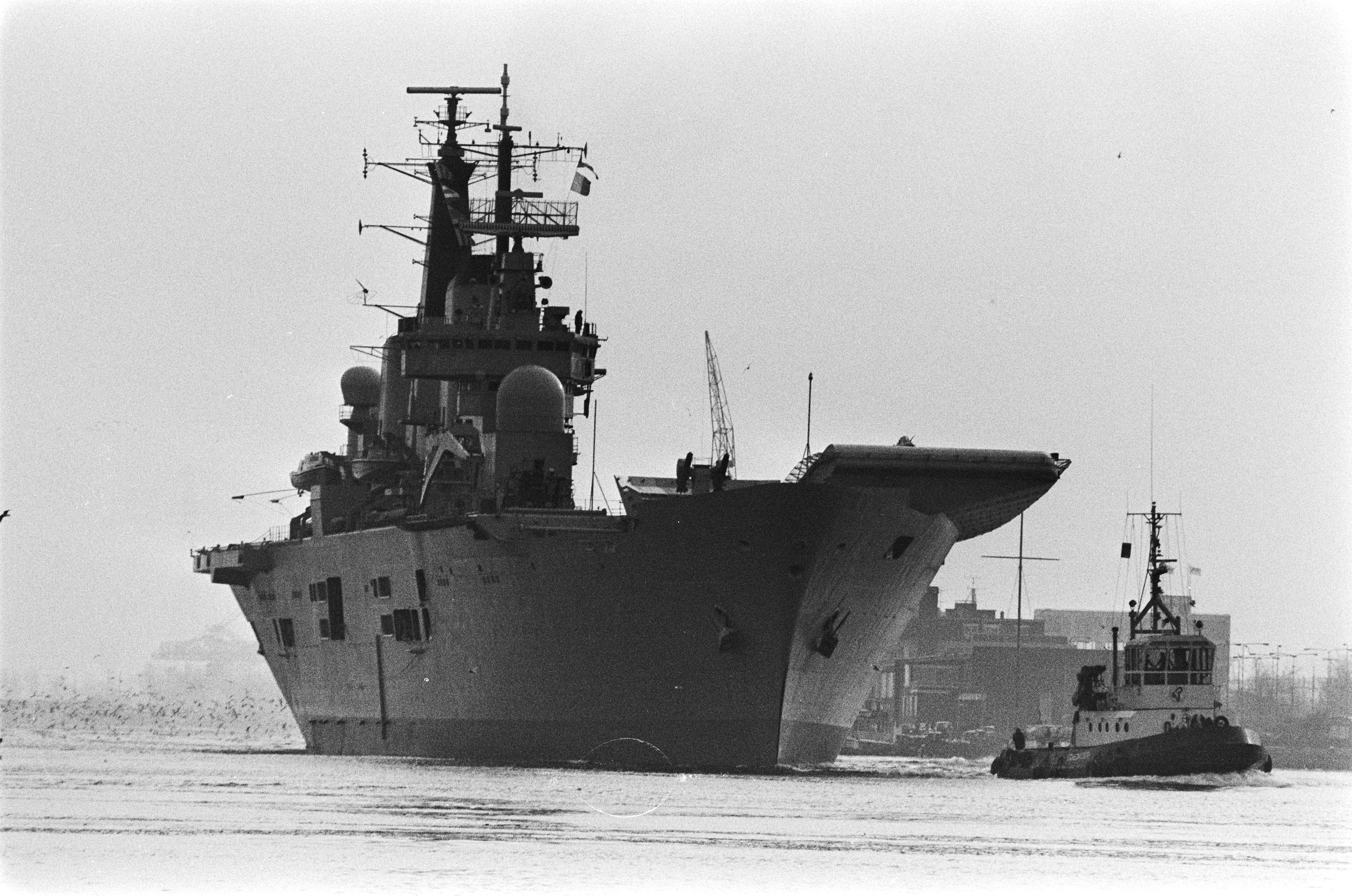
前方より見たインヴィシブル級航空母艦、アークロイヤル
1986年の撮影で、艦橋の右側にシーダートミサイルの連装発射機が見える

イギリス海軍のインヴィンシブル級航空母艦は、当初は指揮巡洋艦（ヘリコプター搭載巡洋艦）として計画されたが、ハリアーSTOVL機の開発に成功し艦載型のシーハリアーを搭載することになったので、軽空母に艦種変更された。
なお、武装に関しては就役当初は冷戦期でミサイル万能主義の時代だったためもあり、シーダート艦隊防空ミサイルの連装発射機が装備されており、空母としてはミサイル巡洋艦クラスの強力な防空火力を持っていた。なお、フォークランド紛争の戦訓からその装備は見直され、就役後期ではシーダートミサイルの発射機は撤去され跡地は飛行甲板の拡充とCIWSの装備箇所に転用されている。

### フランス

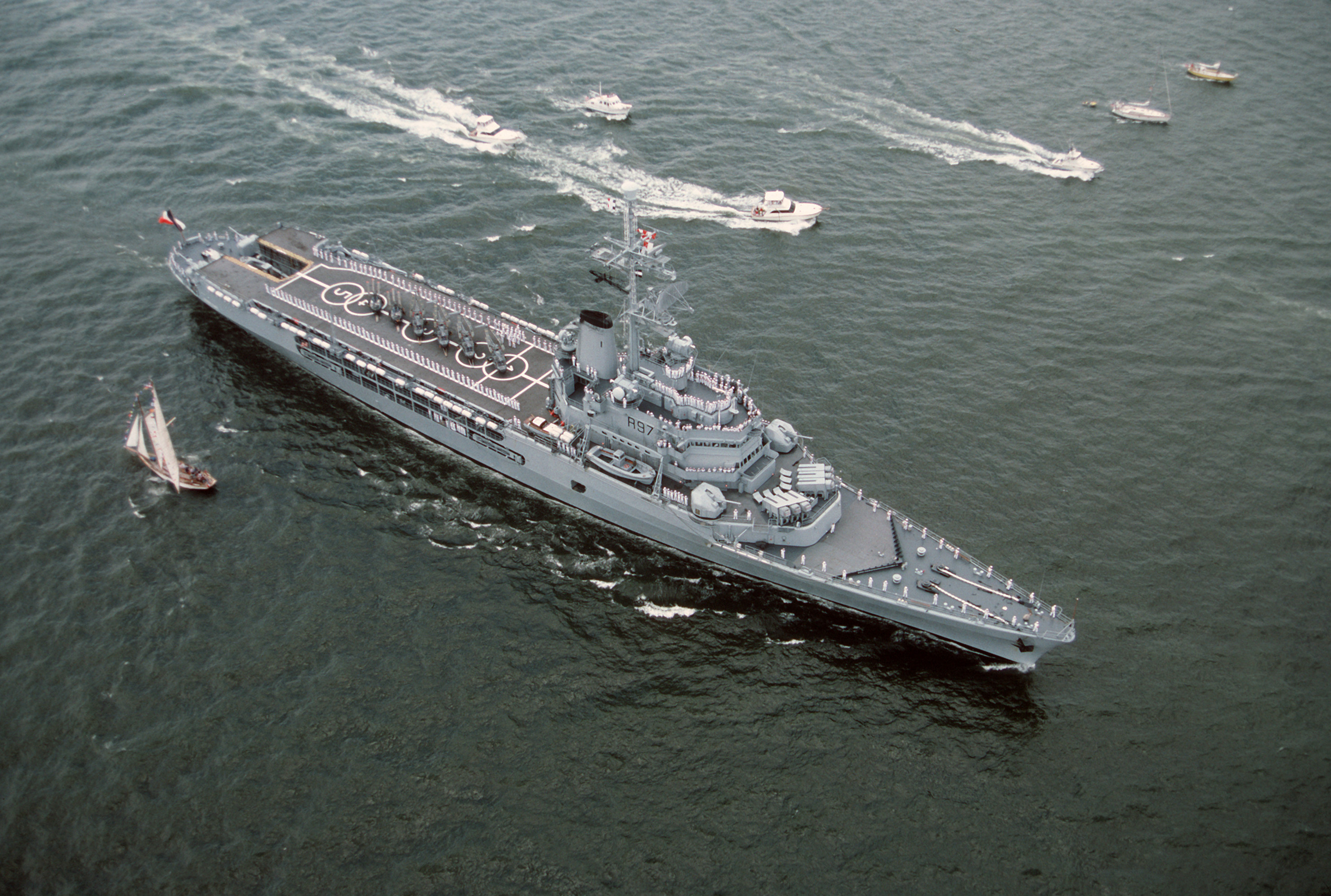
ジャンヌ・ダルク

フランス海軍に就役していた「ジャンヌ・ダルク」は、名目上艦種はヘリ空母（ヘリコプター母艦）だが、艦の前半部に複数の速射砲と対艦ミサイル発射機を装備し、中央部の上部構造物を挟んで後半部を飛行甲板とした、前述のソ連のモスクワ級同様のスタイルになっており、航空巡洋艦と呼んでも相違ないものとなっている。
また空母シャルル・ド・ゴールも、全通飛行甲板をもつ純然たる航空母艦の形式でありながら、8セル4基のVLSを装備しており、航空母艦としては比較的高い個艦火力を持っている。

### アメリカ

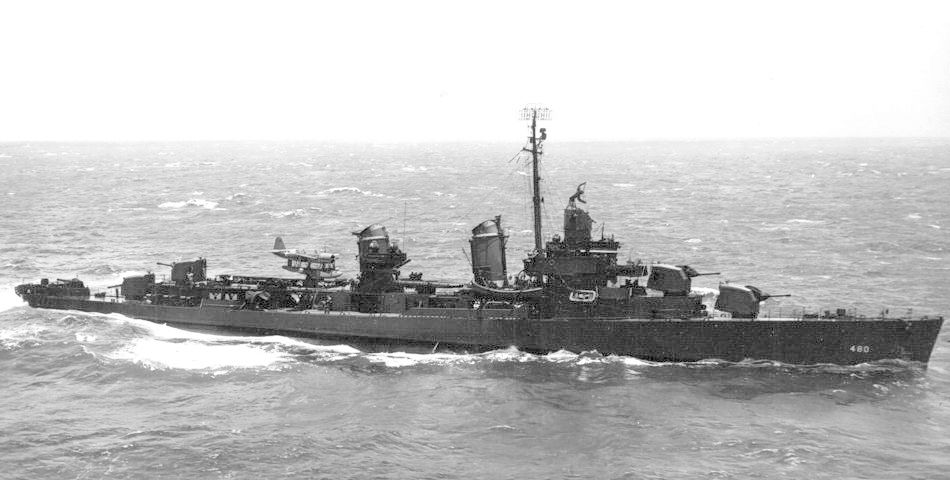
DD-480ハルフォード(航空装備搭載時)

アメリカ海軍では第二次世界大戦時に建造されたフレッチャー級駆逐艦のうち、6隻に対して航空機用カタパルトの装備が計画され、そのうち3隻（「プリングル」「スティーヴンス」「ハルフォード」）に実際にカタパルトが装備された。
しかしこの計画は実際の運用結果が海軍にとって満足できるものとならず、以後の改装は中止され、これら3隻の航空装備も後に撤去された。また「ヘイゼルウッド」はQH-50 DASH 無人対潜ヘリコプターの試験艦として、その格納庫・発着甲板などの航空艤装を設置している。
1970年代に建造されたスプルーアンス級駆逐艦はヘリコプター2機を収容できる格納庫を備えており、1978年に建造が承認された最終号艦であるDD-997 ヘイラーは、格納庫を拡大して3機のSH-3 シーキングもしくは4機のSH-60 シーホークまたはSH-2 シースプライトの運用が可能な航空駆逐艦(DDH)となる予定であったが、建造コストの問題から断念され、他のスプルーアンス級と同様のものとして完成している。

また、イージスシステム搭載艦として計画された原子力打撃巡洋艦（CSGN）には、アングルドデッキを装備してヘリコプター2機と垂直離着陸機6機の運用能力を有する試案が作成されたことがあったが、結局CSGNそのものが高コスト問題からキャンセルされたため、立ち消えとなった。

### カナダ

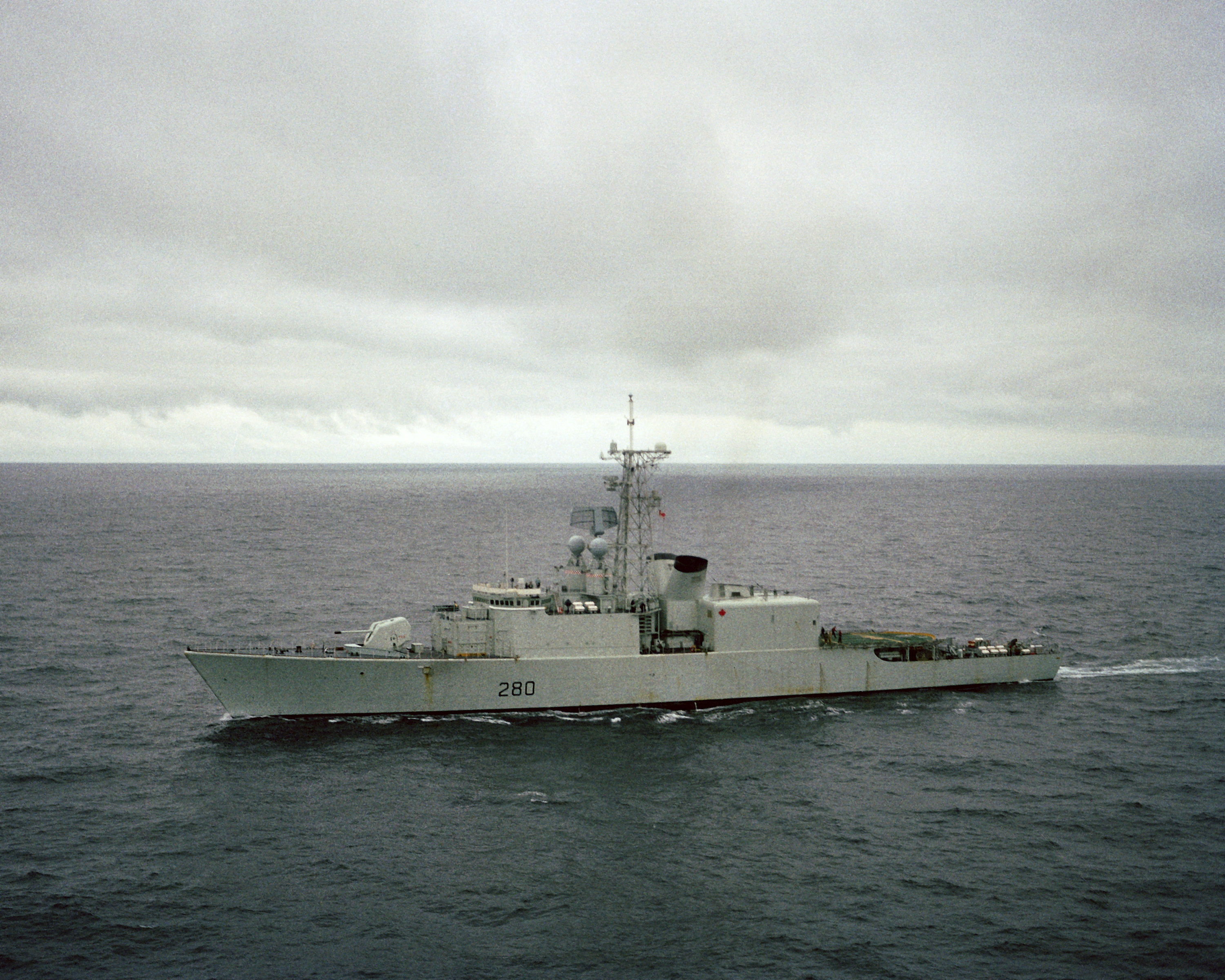
イロクォイ級駆逐艦の1番艦、DDH-280 イロクォイ

カナダ海軍のヘリコプター搭載駆逐艦の運用は1963年に行われたサン・ローラン級駆逐艦のDDH改装型より始まり、1972年に就役したイロクォイ級ミサイル駆逐艦は大型の対潜ヘリコプター2機を搭載・運用する能力を備えており、「航空装備が充実した駆逐艦」の雛形の一つである。
また、サン・ローラン級駆逐艦より使用されたベア・トラップ着艦拘束装置は、前述のはるな型護衛艦を始め後のヘリコプター搭載駆逐艦のスタイルに大きく影響するものとなった。

## フィクションにおける航空戦艦
航空戦艦や航空巡洋艦は、実在する艦がほとんどなく、作品オリジナルの設定が創り易いということがあり、またその「主砲と飛行甲板を両方装備している」という特異な点がビジュアル的に映えるということもあり、多くの架空戦記やSF作品などの創作作品に登場する。
作品によっては戦艦空母と表記されることもある。

### 架空戦記
高千穂（『新戦艦高千穂』）
飛行甲板は持たないが、水上機を直接カタパルト上に着艦させる事が可能な「九五式カタパルト」を4基装備。
信玄型（『旭日の艦隊』）
全通飛行甲板・右舷に砲塔・艦橋。
虎狼型（『紺碧の艦隊』『旭日の艦隊』）
V字型飛行甲板・前部に砲塔。
米利蘭土型（『紺碧の艦隊』）
鹵獲した米戦艦を改造。前面に射出機・後部に砲塔。
東光（『紺碧の艦隊』）
全通飛行甲板・前部に砲塔をやや右舷寄りに配置。
土佐（『超超弩級戦艦土佐』）
史実では私案のみ存在した五十万トン戦艦がベース。46サンチ3連装主砲15基を搭載し、両舷に全通飛行甲板。
筑後（『凍てる波涛』）
大和型と同等の艦体を左右に連結し、50センチ砲10門を搭載した双胴戦艦。両舷前部に飛行甲板。
ハンニバル（『時空戦艦大和 日本沈没を救え』）
後部飛行甲板。
ジークフェルド（『時空戦艦大和 日本沈没を救え』）
後部スキージャンプ付飛行甲板。
ソビエツキー・ソユーズ（『機密空母赤城』）
全通飛行甲板の前後に砲塔。
ソビエツカヤ・ウクライナ（『東の太陽西の鷲』）
全通飛行甲板の前後に砲塔。
スキピオ（『東の太陽西の鷲』）
全通飛行甲板片舷に砲塔。
伊勢型（諸作品、日向のみ登場の場合もあり）
『新・紺碧の艦隊』
後部に2つのアングルド・デッキが交差する形の飛行甲板、前部に砲塔。
『兵隊元帥欧州戦記』
艦橋は戦艦時のまま、その前後に非貫通の飛行甲板・旧3番砲塔のみ残存。固有艦載機は持たず、他艦の艦載機に対する洋上補給基地として運用された。
『旭日の戦旗』
後部から左舷斜めにかけて全通飛行甲板、右舷前部に砲塔、艦橋を配置。
蒼龍（『鋼鉄の紋章』）
斜め飛行甲板・前部に砲塔。
伊吹（『クリムゾン・バーニング』）
斜め飛行甲板・前部に砲塔。
アトランティカ級（『レッドサン ブラッククロス』）
全通飛行甲板の前に砲塔。作中の名称は航空重巡洋艦である。架空戦記においては珍しく活躍する存在ではなく、逆に中途半端な故に役立たず扱いされている。改設計した艦も建造されたものの、結局建造された全艦が後に改装により砲塔を撤去し、純粋な空母となった。
大峰（『覇者の戦塵』）
斜め飛行甲板・前部に砲塔。

### SF作品
SF作品においては、全くの架空の存在として創作され、現実の水上艦艇のリアリティに束縛される必要は全く無いため、作中において戦艦または宇宙戦艦と設定されていても多数の航空戦闘機を搭載、あるいは空母と設定されていても強力な火力を有する例が多い。
ヤマト（『宇宙戦艦ヤマト』シリーズ）
日本における宇宙戦艦の代名詞とも言うべき艦ではあるが、戦闘機や作業艇などを多数搭載している。その数は、軽空母並みとも言われている。なお、設定上の航空機搭載スペースの狭さと劇中の航空機戦力の多大さとは明らかに矛盾している。これを踏まえてリメイク版では設定の再構成と理由付けがなされた。
戦闘空母（『宇宙戦艦ヤマト』シリーズ）
艦体前半は飛行甲板、後部は艦橋とその前後に主砲を中心線上に配置。攻撃モードでは甲板を反転させてミサイル発射台や砲台などを出現させる。ただし、劇中での活躍は攻撃モードが主体で、単艦で空母を兼任する必然性はあまりない。
リメイク作品『宇宙戦艦ヤマト2199』ではゲルバデス級航宙戦闘母艦という名称で登場。単艦での通商破壊戦などのために戦艦と空母の能力を兼務させたが、複雑な建造工程と高額な建造費からごく少数が建造されるに留まった艦と設定されている。
デスラー戦闘空母（『宇宙戦艦ヤマト』シリーズ）
上記の旗艦発展型。甲板内にデスラー砲を収納している。
宇宙空母（『宇宙戦艦ヤマト2』）
艦体前半は本作に登場する通常の主力戦艦とレイアウトは同じだが、後半に飛行甲板を持つ。ゲームではキエフ級航空巡洋艦を模倣した、艦左舷にアングルド・デッキを持つ「戦闘空母（バトルキャリア）型」として登場。
プレアデス（『宇宙戦艦ヤマト 新たなる旅立ち』）・ガリアデス（『ヤマトよ永遠に』）
円盤状の艦体に高くそびえる艦橋と艦前半の左右両舷に主砲を配置。艦首中央部に幅広の艦載機発進口があり、多数の艦載機を配備している。どちらかといえば空母の機能を優先した艦といえる。ガリアデスはプレアデスの同型艦。
アポロノーム・アンタレス（『宇宙戦艦ヤマト2202 愛の戦士たち』）
地球連邦軍がアンドロメダ級を建造する際に、ヤマトでの航空隊の運用実績を鑑みて建造した艦。アンドロメダ級の中でもアポロノームは3番艦、アンタレスは5番艦にあたる。司令塔頂部にある艦橋の後部に飛行甲板が設けられており、一度に48機の艦載機(全部で180機搭載)を発艦させる能力を持つ。その後、ガミラス軍にも4隻が｢航宙戦闘母艦CCC｣の名で供与されている。
ブルーノア（『宇宙戦艦ヤマト 復活篇』、『YAMATO2520』）
地球防衛軍（後の時代では地球連邦軍）の、ヤマトの倍近い全長の大型宇宙空母だが、中心線上に艦橋と主砲・副砲、左右両舷に展開式の飛行甲板が配置され、むしろ戦闘空母といえる。下記の同名の艦を元にデザインされ、「修理・改修して300年間運用された」という設定で、両作品に同一の艦として登場し、どちらでも艦隊旗艦を務めた。
ブルーノア（『宇宙空母ブルーノア』）
中心線上に艦橋と主砲配置、左右両舷に全通飛行甲板。潜水時は中心線を軸として両舷飛行甲板を閉じる。本来は宇宙空母だが、作中では終盤を除いて水上で運用されている。
周防（『宇宙一の無責任男』）
隠蔽式の飛行甲板を持ち、軽空母並みの36機の航空機と、旗艦級戦艦である尾張級戦艦と同等の武装を搭載している。軍縮条約の範囲内で建造された。
ホワイトベース、アーガマ、ネェル・アーガマ、ラー・カイラム、アークエンジェル（『機動戦士ガンダム』シリーズ）
強襲揚陸艦、強襲巡洋艦、強襲揚陸艦（ロンド・ベル）、機動戦艦、強襲機動特装艦。ガンダムシリーズの主人公搭乗艦などに搭載しているモビルスーツと呼ばれる機動兵器の運用を主とした母艦的性格を有しつつも、有力な砲雷撃戦闘能力を有していることから、モビルスーツ母艦と宇宙戦艦双方の性格を備えた理想的な意味での宇宙航空戦艦である。モビルスーツを航空機と見るならば航空戦艦といえる。
ヒマラヤ級対潜空母（『機動戦士ガンダム』シリーズ）
上記の各艦とは異なり、純粋な水上艦。アングルド・デッキを有するキエフ級航空巡洋艦に類似した船体に、大口径の連装砲塔1基を装備している。
ウオルク号、ウェンライト号（小松崎茂の絵物語『第二の地球』）
水上艦。国際警察軍の駆逐艦で、後部甲板に砲熕兵装を配置せず、代わりに2機のXFY-1を露天繋止している。
轟天（『ARIEL』）
水上艦。未成に終わった伊吹型重巡洋艦2番艦「第301号艦」（作中では最上型重巡洋艦6番艦とされている）を戦後になって国立科学研究所（SCEBAI）が調査母艦に改造したもので、自衛用として重巡時代から受け継いだ兵装に加えて、後部の航空甲板でヘリコプターやPBY、XF2Y-1などを運用できる航空巡洋艦相当の艦となっている。
グランド・オイラン級超大型原子力航空母艦（『ニンジャスレイヤー』）
水上艦。作中にはネオサイタマ湾岸警備隊の旗艦として「キョウリョク・カンケイ」 が登場した。二隻の空母を連結した双胴艦で、4つの飛行甲板と四連装49cm砲を有する。作中では航空戦艦ではなく空母とされるが、主砲による戦闘演習や陸上への艦砲射撃を行うなど、武装・運用はほぼ戦艦に準じている。また現実の空母のように艦内に娯楽施設を備えている。
ロデオス級航空魔導母艦（『日本国召喚』）
水上艦。作中では神聖ミリシアル帝国海軍の空母として登場する。二つの船体を並べた双胴艦で、左右の船体に全通式飛行甲板を計2基備えており、中央に20.3センチ霊式魔導砲および10.2センチ連装魔導砲を各1基搭載する。双胴船体により旋回性能と燃費は劣悪で、長距離航海には補給艦の随伴が不可欠となる。艦載機も艦自体も性能が低いため、作中ではあまり活躍しない。
ナデシコ型戦艦、ユーチャリス(劇場版)、双胴型戦闘母艦(劇場版)、その他戦艦(劇場版)、巡洋艦(劇場版)（『機動戦艦ナデシコシリーズ』）
どの艦も固定砲としてグラビティ・ブラストを装備しており、艦載機である機動兵器が露払い、主砲発射後の制圧戦を行う。特にユーチャリスは非常に多数の自動操縦虫型戦闘機の展開を、双胴型戦闘母艦は爆発ボルトによる複数同時の機動兵器の射出を可能としており、より空母寄りの運用となっている。

### ゲーム

#### 鋼鉄の咆哮シリーズ
このシリーズでは固定翼機の運用が可能な戦艦を航空戦艦として分類している。なお通常の戦艦では水上機の運用が可能であるのに対し航空戦艦ではそれが出来ない（敵は可能）。また回転翼機、VTOL機、UFO（ハウニヴ）に関してはいずれの艦種でも運用可能である。
航空戦艦（『鋼鉄の咆哮シリーズ』）
プレイヤーが設計する艦。『鋼鉄の咆哮2 ウォーシップコマンダー』以降は「伊勢改」「デラウェア」「フューリアス」「バイエルン」などの固有名詞のある艦が登場する（史実艦と同名のものもあるが、「伊勢」以外は無関係）。形状は艦ごと、設計する国ごとに異なるが、大体において艦尾か中央部に飛行甲板が置かれている。艦載機の数は軽空母程度。
巨大航空戦艦（『鋼鉄の咆哮2 ウォーシップコマンダー』以降）
プレイヤーの航空戦艦。固有名は無い。両舷が全通式の飛行甲板。艦首と中央部に艦橋や兵装を設置できる。正規空母以上の艦載機を搭載できる。
超巨大航空戦艦（『鋼鉄の咆哮2 ウォーシップコマンダー エクストラキット』以降）
同名の船体が3種類登場する、『エクストラキット』には上記の「巨大航空戦艦」の甲板部分をさらに艦首側に引き伸ばした船体が登場、本作のみ登場。
『鋼鉄の咆哮3 ウォーシップコマンダー』では超兵器船体という特殊な分類で2種存在し、「巨大航空戦艦」の船体をさらに延長したドイツの超巨大航空戦艦、後記する「リヴァイアサン」に似た、ステルス性を重視した後部にダブルアングルドデッキを備えるアメリカの超巨大航空戦艦が登場する。
ボスキャラクターである敵の超兵器として登場することも多く、正規空母以上の艦載機と50cm以上の口径の巨砲などを備えた文字通りの超兵器となっている。また、公式に航空戦艦に分類されている艦以外にも、アルウス、ペーター・シュトラッサー、ハボクックといった空母や、強襲揚陸艦であるデュアルクレイターも、戦艦並みの主砲と大量の航空機やヘリの運用能力を兼ね備えている。
超巨大航空戦艦「テュランヌス」（『鋼鉄の咆哮』）
排水量80万t、全長639mの船体に両舷に全通式の飛行甲板を持つ航空戦艦。武装は56.0cm65口径砲12門の他、VLSや光学兵器を装備している。
超巨大航空戦艦「ムスペルヘイム」（『鋼鉄の咆哮シリーズ』）
戦艦の両舷に全通飛行甲板を装備した船体を連結した三胴艦形式の航空戦艦。武装はシリーズによって異なるが、初登場の作品では56.0cm砲、ミサイル、プラズマ砲などを装備しており、その後の作品でも兵装の種類は共通している。以降の作品は本家にあたるWindows版では主砲が61.0cm砲に変更され、光学兵器や「重力砲」などの兵器が追加、PlayStation 2版では微妙に差異があるが同じく光学兵器やレールガンなどが追加される。シリーズによっては大破した後、飛行甲板部分を切り捨てて純粋な戦艦となることがある。
超巨大双胴強襲揚陸艦「デュアルクレイター」（『鋼鉄の咆哮2 ウォーシップコマンダー』以降）
航空戦艦では無いが、双胴式の船体後部に橋渡し型に飛行甲板が装備されており、さらに戦艦級の大口径砲や装甲を装備している。飛行甲板は装備しているが航空機を運用していないことが多く、もっぱら2基のウェルドックでミサイル艇や魚雷艇をメインに運用していることがほとんどである。初登場の作品では38.1cm砲65口径を方舷に12門の計24門、60cm噴進砲などを装備している。
赤城型（『鋼鉄の咆哮2 ウォーシップコマンダー』以降）
上記のヴァジュラ級に似た艦型を持つ艦だが、飛行甲板が船体中央から後部までと広く、後部両舷にアングルド・デッキ、前甲板に25.4cm砲を装備している航空重巡洋艦。この艦が出る作品では航空母艦の「赤城型」は登場しない。
超巨大戦艦「リヴァイアサン」（『鋼鉄の咆哮3 ウォーシップコマンダー』以降）
ステルス性を重視したトリマラン形状の船体を持つ「戦艦」だが、船体後部から左舷はアングルド・デッキを備えた飛行甲板になっており、最新作では「航空戦艦」表記に変更されている。武装はシリーズによって異なるが、初出の鋼鉄の咆哮3では大型レールガンや280mmAGS砲、特殊弾頭ミサイルや光学兵器を装備しており、最大速力も45ktを超える高速艦である。
超巨大双胴航空戦艦「近江」（『鋼鉄の咆哮3 ウォーシップコマンダー』）
航空戦艦の搭載量の少なさを双胴式にする事により解決した巨大艦で、船体中央から後部にかけての両舷に全通式飛行甲板とアングルド・デッキを持つ。艦中央部と前甲板に50.8cm砲55口径三連装2基と46.0cm砲60口径三連装3基を装備している。
超巨大要塞艦「ストレインジデルタ」（『鋼鉄の咆哮3 ウォーシップコマンダー』）
厳密には航空戦艦とされていないが、推定1000mを優に超える巨大な船体がほぼ飛行甲板になっている。B-36を含む航空機100機以上に加え、船体後部には3基のウェルドックが装備、50.8cm砲を装備した戦艦を3隻も搭載している。カタパルトを10基、エレベーターを6基、左右に4つのアングルドデッキが装備されており、兵装には45.7cm砲やAGS、周囲を一度に一掃できる全方位機関砲、ミサイル発射機などを備える。

#### World of Warships
当初はプレミアム艦艇のキアサージのみだったが、2023年現在、アメリカ艦艇の中で航空戦艦ツリーが追加された事で、現行4隻が実装されている。
ネブラスカ
ティアⅧに属する技術ツリー艦艇。
デラウェア
ティアⅨに属する技術ツリー艦艇。
キアサージ
ティアⅨに属する技術プレミアム艦艇。
ルイジアナ
ティアⅩに属する技術ツリー艦艇。

#### その他のタイトル
號竜（『大戦略1941〜逆転の太平洋〜』）
空母型船体の両脇に航空戦艦型船体を接続した三胴艦。46cm砲三連装4基と、赤城型空母並みの艦載機を搭載している。
アウターリミッツ（『19XX -THE WAR AGAINST DESTINY-』）
全長1,500mの巨体を持つ巨大双胴航空戦艦。艦中央部から両脇に突き出た飛行甲板の他、艦後部にもヘリ甲板を有する。装甲列車をレール毎搭載していることから強襲揚陸艦機能も併せ持つと考えられる。武装は46cm砲三連装12基の他、艦後部に弾道ミサイル2発を格納している。艦橋部分も甲板下に隠れてはいるが、四足歩行型の戦闘兵器として稼動する。数々の砲台の熾烈な砲撃の他、軌道を読みづらいビットも射出する。
改伊勢型（『提督の決断4』）
艦型をある程度開発を進めていくと研究可能になる。しかし戦艦伊勢、日向からの改装は仕様上無理なため、いったん解体して造り直す必要がある。新型航空戦艦を開発するとき、ベースとなる航空戦艦が改伊勢型しかないため、艦船エフェクトは英独米日どれも同じになる。開発では後部主砲を搭載できないようになっているが、改伊勢型は後部に35.6cm連装砲二門を元から装備している。新型航空戦艦の最大搭載機数は30機で、水上戦闘機、水上爆撃機、水上偵察機から装備できる。なお、史実では発艦させた航空機は母艦に帰投することができないが、この作品では帰投できるようになっており、繰り返し航空攻撃を行う事ができるようになっている。
アリコーン（『エースコンバット7 スカイズ・アンノウン』）
DLC『SP MISSIONS』に登場する、シンファクシ級潜水空母の拡大発展型として建造された艦を改修した全長495mの巨体を有する潜水航空巡洋艦。近接防御兵装の格納ベイとセイル、及びセイルを貫通する形で設けられた全通式飛行甲板を有する主船体の両脇に推進器と兵装を搭載した副船体を有する三胴艦で、20機～30機の固定翼機の他、複数の無人航空機を運用可能な艦載機運用能力を有している。兵装は主砲として副船体に格納式200mmレールガンを計2基、SLBM発射管転用のVLSを計48セル装備する他、主船体に格納式600mmレールキャノン1基、近接防御兵装として30mmCIWS8基と艦対空ミサイル発射機4基を装備する。一方で魚雷発射管は搭載しないなど既存の潜水艦とは一線を画しており、先述した兵装も浮上して使用するものであるため、潜水艦というよりは「可潜航空巡洋艦」とも言うべき艦である。